# 战场日记
《战场日记》（港澳译《马里乌波尔战火二十日》，台译《战场日记》），又译《马里乌波尔的二十天》（羅馬化：20 dniv u Mariupoli）是2023年上映的乌克兰新闻纪录片，由乌克兰记者姆斯季斯拉夫·切爾諾夫执导，讲述了俄羅斯入侵烏克蘭后，车尔诺夫於2022年2月至3月期間，携美联社及美国公共广播公司《前线》节目组的摄制组深入乌克兰顿涅茨克州第二大城市马里乌波尔，记录当地在俄军围困下的20天。电影于2023年1月20日在圣丹斯电影节全球首映，拿下电影节的世界纪录电影竞赛单元最佳纪录片。电影也被选为乌克兰角逐第96屆奧斯卡金像獎最佳国际影片奖的作品，入选12月公布的短名单，最終奪得奧斯卡最佳紀錄片獎。影片还入选第95屆國家評論協會獎年度五佳纪录片。

## 发行
影片的海外发行由英国纪录片发行公司犬吠负责，北美地区的发行权则由PBS发行买下，定于2023年7月14日在美国部分院线有限上映。
香港區於2024年1月在Now TV自選服務Now True上架。
电影于2023年8月31日在乌克兰上映，正式上映前在基辅及利沃夫提前放映。到2023年9月首个周末，电影在乌克兰累计获得超过53万格里夫纳（折合1.5万美元）的票房，创下乌克兰纪录片的最高票房纪录。
电影原定于2023年10月在塞尔维亚贝尔格莱德拉扎雷瓦茨文化中心举办的塞尔维亚贝尔格莱德纪录片节放映，但遭到极右极端民族主义政党塞尔维亚激进党强烈抵制，称影片是“基辅政权的反俄政治宣传电影”“西方国家改变塞尔维亚人民泛斯拉夫主義立场的企图”。最终电影被取消放映，主办方澄清该决定并非他们做出，也没有进行干预。

## 反响
根据評論匯總网站爛番茄汇总的59篇评论文章，100%的评论家给予该作正面评价，平均打分为8.8分（满分10分）。该网站总结的评论家共识是“《战场日记》让我们对战争的破坏性影响进行了艰苦但至关重要的审视。”在Metacritic上，28位影評人共給予了84分的分數（滿分100分），這部電影獲得了「一致好評」。
《综艺》杂志的丹尼斯·哈维（Dennis Harvey）称电影内容“惨烈，但值得一看”，认为“这部非虚构电影可能没有简单的叙事弧线，但导演朴实无华的第一人称叙述，以及其整理战争犯罪证据所引起的紧张感，让电影依旧引人入胜”。《荷里活報道》的弗兰克·切克认为影片是纪录片类型电影的典范之作，记录了俄军对马里乌波尔这座名义上的乌克兰城市所进行的长达数周的围困，非常具有沉浸感。撇开电影展现的人类悲剧不说，电影中最生动的部分，莫过于战地记者的重要性，以及他们在如何危险的环境下工作所必备的勇气及聪明才智。《聖荷西信使報》的兰迪·迈耶斯（Randy Myers）认为影片是“严峻而至关重要的新闻报道”，“是美联社驻乌克兰记者在（马里乌波尔）这座被俄军炮火无情摧残的城市待了将近三个星期后做作出的身临其境的叙述”。
RogerEbert.com的马特·佐勒·塞茨认为影片应该列入“观众不希望看第二次的伟大纪录片清单”，犹如“发自人间地狱的快讯”，其“支离破碎、混乱、不精确的本质是一种启示”。

### 奖项
| 大奖                    | 颁奖日期       | 奖项                           | 获得者                                                                | 结果                       | 参考          |
| ----------------------- | -------------- | ------------------------------ | --------------------------------------------------------------------- | -------------------------- | ------------- |
| 英國電影學院獎          | 2024年2月18日  | 最佳外語片                     | 《战场日记》                                                          | 提名                       | [ 26 ]        |
| 英國電影學院獎          | 2024年2月18日  | 最佳纪录片                     | 《战场日记》                                                          | 獲獎                       | [ 26 ]        |
| 奥斯卡金像奖            | 2024年3月10日  | 最佳紀錄長片                   | 《战场日记》                                                          | 獲獎                       | [ 27 ]        |
| 奥斯卡金像奖            | 2024年3月10日  | 最佳国际影片                   | 《战场日记》                                                          | 入圍短名單                 | [ 27 ]        |
| 圣丹斯电影节            | 2023年1月29日  | 世界纪录电影竞赛单元           | 《战场日记》                                                          | 提名                       | 。            |
| 圣丹斯电影节            | 2023年1月29日  | 世界纪录电影竞赛单元观众票选奖 | 《战场日记》                                                          | 獲獎                       | 。            |
| 美国导演工会奖          | 2024年2月10日  | 杰出纪录片导演作品             | 《战场日记》                                                          | 提名                       | [ 29 ]        |
| 和平电影节              | 2023年3月6日   | 年度最有价值纪录片             | 《战场日记》                                                          | 獲獎                       | [ 30 ]        |
| 克里夫兰国际电影节      | 2023年4月1日   | 格雷格·冈德纪念奖              | 《战场日记》                                                          | 獲獎                       | [ 31 ]        |
| 边缘纪录                | 2023年6月3日   | 最佳国际电影                   | 《战场日记》                                                          | 提名                       | [ 32 ]        |
| 边缘纪录                | 2023年6月3日   | 最佳国际导演                   | 姆斯季斯拉夫·切爾諾夫                                                 | 獲獎                       | [ 32 ]        |
| 边缘纪录                | 2023年6月3日   | 最佳国际剪辑                   | 米歇尔·米兹纳                                                         | 獲獎                       | [ 32 ]        |
| DocuDays UA             | 2023年6月8日   | DOCU/UKRAINE竞赛单元评审团大奖 | 《战场日记》                                                          | 獲獎                       | [ 33 ]        |
| DocuDays UA             | 2023年6月8日   | 观众票选奖                     | 《战场日记》                                                          | 獲獎                       | [ 33 ]        |
| 谢菲尔德纪录片节        | 2023年6月19日  | 蒂姆·赫瑟林顿奖                | 《战场日记》                                                          | 獲獎                       | [ 34 ]        |
| 雅典国际电影节          | 2023年10月9日  | 最佳纪录片                     | 《战场日记》                                                          | 提名                       | [ 35 ]        |
| 雅典国际电影节          | 2023年10月9日  | 最佳纪录片特别提及             | 《战场日记》                                                          | 獲獎                       | [ 36 ]        |
| 影评人选择纪录片奖      | 2023年11月12日 | 最佳纪录片                     | 《战场日记》                                                          | 提名                       | [ 37 ] [ 38 ] |
| 影评人选择纪录片奖      | 2023年11月12日 | 最佳纪录处女作                 | 《战场日记》                                                          | 獲獎                       | [ 37 ] [ 38 ] |
| 影评人选择纪录片奖      | 2023年11月12日 | 最佳政治题材纪录片             | 《战场日记》                                                          | 獲獎                       | [ 37 ] [ 38 ] |
| 影评人选择纪录片奖      | 2023年11月12日 | 最佳旁白                       | 姆斯季斯拉夫·切爾諾夫                                                 | 提名                       | [ 37 ] [ 38 ] |
| 影评人选择纪录片奖      | 2023年11月12日 | 最佳剪辑                       | 米歇尔·米兹纳                                                         | 提名                       | [ 37 ] [ 38 ] |
| 哥谭奖                  | 2023年11月27日 | 最佳纪录片                     | 《战场日记》                                                          | 提名                       | [ 39 ]        |
| 國家評論協會            | 2023年12月6日  | 五佳纪录片                     | 《战场日记》                                                          | 獲獎                       | [ 40 ]        |
| 华盛顿特区影评人协会    | 2023年12月10日 | 最佳纪录片                     | 《战场日记》                                                          | 提名                       | [ 41 ]        |
| 芝加哥影评人协会        | 2023年12月12日 | 最佳纪录片                     | 《战场日记》                                                          | 提名                       | [ 42 ]        |
| 达拉斯—沃斯堡影评人协会 | 2023年12月18日 | 最佳纪录片                     | 《战场日记》                                                          | 亚军                       | [ 43 ]        |
| 多伦多影评人协会        | 2023年12月17日 | 最佳纪录片                     | 《战场日记》                                                          | 獲獎                       | [ 44 ]        |
| 聖地牙哥影評人協會      | 2023年12月19日 | 最佳纪录片                     | 《战场日记》                                                          | 亚军                       | [ 45 ]        |
| 女性电影记者联盟        | 2024年1月3日   | 最佳纪录片                     | 《战场日记》                                                          | 提名                       | [ 46 ]        |
| 好萊塢影評人協會        | 2024年1月6日   | 最佳纪录片                     | 《战场日记》                                                          | 提名                       | [ 47 ]        |
| 國家影評人協會          | 2024年1月6日   | 最佳非虚构电影                 | 《战场日记》                                                          | 亚军（与《科科莫城》并列） |               |
| 西雅图影评人协会        | 2024年1月8日   | 最佳纪录片                     | 《战场日记》                                                          | 獲獎                       | [ 49 ]        |
| 舊金山灣區影評人協會    | 2024年1月9日   | 最佳纪录片                     | 《战场日记》                                                          | 獲獎                       | [ 50 ]        |
| 奥斯汀影评人协会        | 2024年1月10日  | 最佳纪录片                     | 《战场日记》                                                          | 提名                       | [ 51 ]        |
| 电影之眼荣誉            | 2024年1月12日  | 最佳非虚构电影                 | 雷尼·阿伦森-拉斯、姆斯季斯拉夫·切爾諾夫、德尔·麦克鲁登、米歇尔·米兹纳 | 提名                       | [ 52 ]        |
| 电影之眼荣誉            | 2024年1月12日  | 最佳处女作                     | 《战场日记》                                                          | 提名                       | [ 52 ]        |
| 电影之眼荣誉            | 2024年1月12日  | 观众票选奖                     | 《战场日记》                                                          | 提名                       | [ 52 ]        |
| 电影之眼荣誉            | 2024年1月12日  | 最佳剪辑                       | 米歇尔·米兹纳                                                         | 提名                       | [ 52 ]        |
| 电影之眼荣誉            | 2024年1月12日  | 最佳制片                       | 雷尼·阿伦森-拉斯、姆斯季斯拉夫·切爾諾夫、德尔·麦克鲁登、米歇尔·米兹纳 | 獲獎                       | [ 52 ]        |
| 卫星奖                  | 2024年2月18日  | 最佳纪录片                     | 《战场日记》                                                          | 提名                       | [ 53 ]        |